# Iñigo Pérez Soto
Íñigo Pérez Soto (Pamplona, Navarra, 18 de gener de 1988) és un exfutbolista professional navarrès que jugava com a centrecampista. Posteriorment fa d'entrenador de futbol.

## Carrera
Producte del filial de l'Athletic Club a Lezama, Pérez va ser fitxat pel Bilbao Athletic a principis de 2007, encara que va continuar jugant amb el filial del Baskonia durant un temps.
El 28 d'octubre de 2009 va fer el seu debut amb el primer equip perdent 2-0 contra el Rayo Vallecano a la Copa del rei (perdent 2–4 en total); dos dies després va debutar a La Liga, substituint el veterà jugador Pablo Orbaiz guanyant 1–0 a casa contra l'Atlètic de Madrid.
Després de pujar al primer equip de l'Athletic definitivament, Pérez va marcar en el seu primer partit oficial guanyant 3-0 a casa contra el RCD Mallorca, jugant els últims 10 minuts al lloc d'Iker Muniain. El 8 de març de 2011 va ser cedit a la SD Huesca a la Segona Divisió – tot i que el mercat de fitxatges ja s'havia tancat, la Reial Federació Espanyola de Futbol va permetre el fitxatge pel club aragonès, ja que el club havia patit la baixa de David Bauzá en un lligament encreuat anterior.
Pérez va ser cada cop més titular amb l'equip basc la temporada 2011-2012 a causa de la sortida del club d'Orbaiz (cedit a l'Olympiacos FC) i la seriosa lesió al genoll de Carlos Gurpegui, sota les ordres del nou entrenador Marcelo Bielsa.

## Palmarès
Athletic Club
- Lliga Europa de la UEFA: Subcampió 2011–12
- Copa del Rei de Futbol: Subcampió 2011–12

Osasuna
- Segona Divisió: 2018–19[3]